# Atanycolus charus
Atanycolus charus är en stekelart som först beskrevs av Riley 1875.  Atanycolus charus ingår i släktet Atanycolus och familjen bracksteklar. Inga underarter finns listade.